# Eupithecia fusca
Eupithecia fusca es una especie de polilla de la familia Geometridae. La especie fue descrita por primera vez por András Mátyás Vojnits habiendo sido descrita en 1981, con distribución en Nepal.